# Всезарубежные соборы
Всезарубежные соборы — наименование высших соборов Русской православной церкви заграницей с участием клира и мирян (в отличие от архиерейских соборов), на которых принимались стратегические решения. Всего состоялось четыре таких собора:
- Первый Всезарубежный собор 1921 года в Сремских Карловцах, от которого отсчитывает свою историю РПЦЗ. Почётным председателем Собора был избран Патриарх Сербский Димитрий, а председателем — митрополит Антоний (Храповицкий).
- Второй Всезарубежный собор 1938 года в Сремских Карловцах. Кроме 13 архипастырей (митрополит Анастасий, Иоанн Шанхайский, Мелетий, Серафим и др.), членами Собора были ещё 26 пастырей и 58 мирян. (Всего 97 членов). В начале заседания была отслужена заупокойная лития и первая молитва была вознесена об упокоении души Царя-Мученика Николая II, Царицы Александры, Наследника Цесаревича Алексия Николаевича, Царевен Ольги, Татьяны, Марии и Анастасии и всех на поле брани живот свой положивших и в смуте убиенных за Веру, Царя и Отечество[1].
- Третий Всезарубежный собор 1974 года в Свято-Троицком монастыре в Джорданвилле
- Четвёртый Всезарубежный собор 2006 года в Сан-Франциско под председательством митрополита Лавра, на котором был поддержан курс на сближение РПЦЗ с РПЦ

В 2007 году отколовшиеся от РПЦЗ клирики и миряне во главе с епископом Агафангелом (Пашковским) провели в Нью-Йорке собор, который они назвали Пятым Всезарубежным, на нём осуждался акт о каноническом единстве и формировалась структура РПЦЗ (А).